# Merc
Merc también conocida como Merc London es una marca de ropa inglesa, más concretamente de Londres que tiene sus orígenes en Carnaby Street. Fue muy empleada por el movimiento mod.

## Historia
Merc se creó en 1967 en la famosa Carnaby Street del centro de Londres, conocida en aquella época como la meca de la moda, debido a que en esa zona existían muchas tiendas de este tipo.